# Evinayong
Evinayong är en provinshuvudstad i Ekvatorialguinea.   Den ligger i provinsen Provincia de Centro Sur, i den centrala delen av landet, 300 km sydost om huvudstaden Malabo. Evinayong ligger 669 meter över havet och antalet invånare är 8 462.
Terrängen runt Evinayong är platt åt nordost, men åt sydväst är den kuperad. Runt Evinayong är det mycket glesbefolkat, med 7 invånare per kvadratkilometer. Evinayong är det största samhället i trakten. I omgivningarna runt Evinayong växer i huvudsak städsegrön lövskog.